# Lee Won-tae
Pour les articles homonymes, voir Lee.
Lee Won-tae (이원태) est un réalisateur, scénariste et producteur sud-coréen.

## Biographie
Travaillant à l'origine comme producteur de programmes télévisés sur MBC TV, il débute comme réalisateur en 2017 avec le drame Man of Will (en). Son second film, Le Gangster, le Flic et l'Assassin, est présenté hors compétition au Festival de Cannes 2019.

## Filmographie

### Réalisateur et scénariste
- 2017 : Man of Will (en)
- 2019 : Le Gangster, le Flic et l'Assassin
- 2023 : The Devil's Deal

### Réalisateur
- 2023 : Payback (série télévisée)

### Autres
- 2011 : Spellbound - producteur
- 2012 : Papa (en) - producteur
- 2012 : Gabi (en) - scripte
- 2015 : The Magician (en) - histoire originale